# Mindener Messe

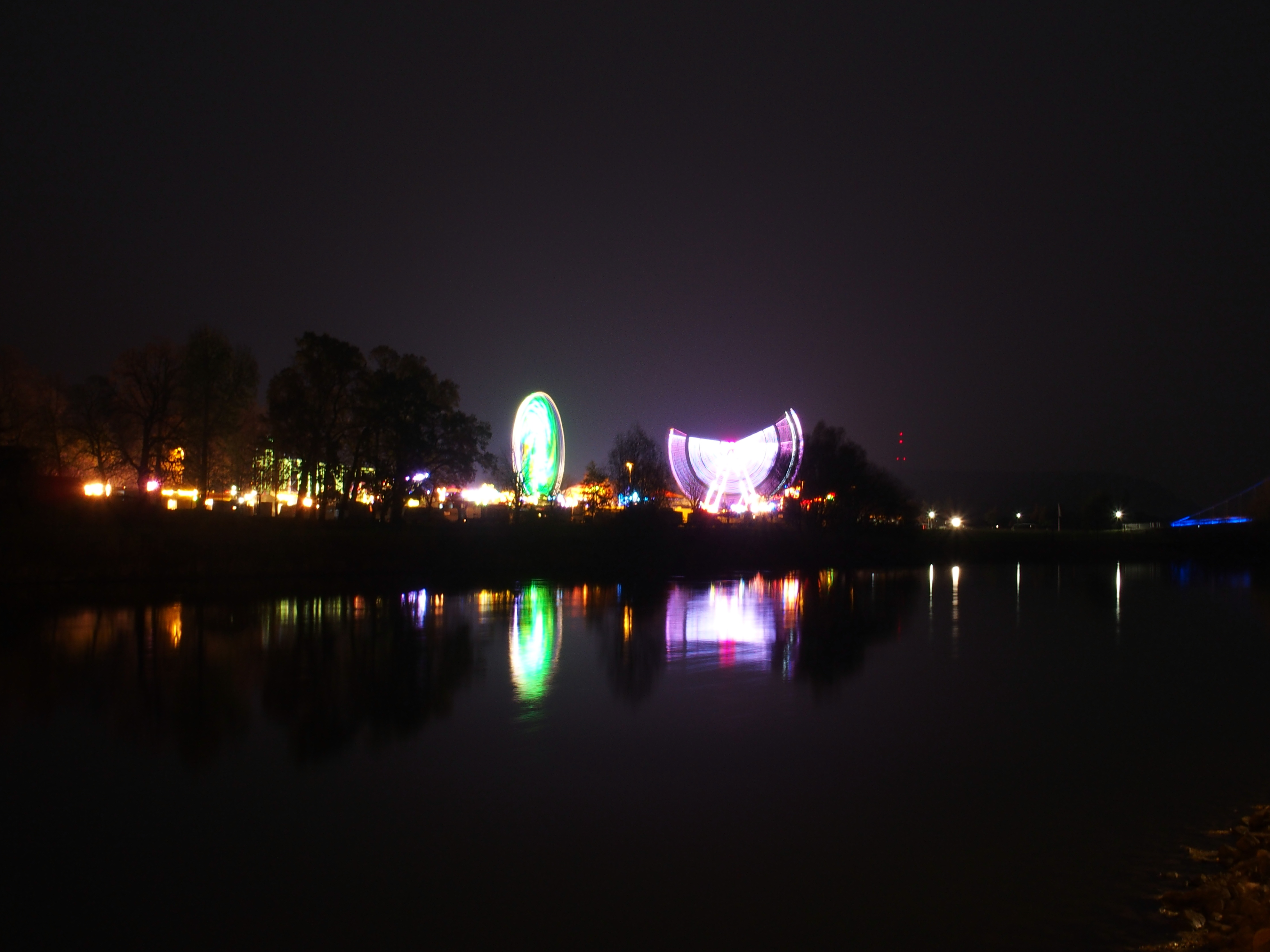
Mindener Herbstmesse 2016, nachts vom linken Weserufer aus gesehen. Rechts im Bild die rote Befeuerung des Fernmeldeturms Jakobsberg und die blau beleuchtete Glacisbrücke.

Die Mindener Messe ist ein Jahrmarkt, der auf dem Festplatz Kanzlers Weide in der ostwestfälischen Stadt Minden jeweils Anfang Mai als Maimesse und Anfang November als Herbstmesse stattfindet. Im Herbst 2010 fand sie zum hundertsten Mal auf der Kanzlers Weide statt.

## Geschichte
Im August 1528 verabschiedete der Mindener Bischof Franz zu Minden einen Erlass, nach dem acht Tage nach Walpurgis und acht Tage vor Martini auf dem Marktplatz zu Minden Jahrmärkte zum Wohle des Handels abzuhalten seien. Zunächst fand die Mindener Messe auf dem Königsplatz in der oberen Altstadt statt. 1960 zog sie auf den Festplatz Kanzlers Weide am rechten Weserufer um, der hier mehr Platz bot.
Die Mindener Messe nennt sich auch Größte Messe an der Weser. Rund 130 Schausteller des Schaustellervereins Minden-Lübbecke gestalten das einwöchige Volksvergnügen am rechten Weserufer auf den Weserwiesen mit zahlreichen Fahrgeschäften und Attraktionen. Angegliedert ist eine regionale Gewerbeschau, die Mindener Herbst, die zur Herbstmesse Produkte und Dienstleistungen präsentiert.
Die 100. Messe wurde durch den Hochseilartisten Falko Traber unterstützt, der auf den Weserwiesen und über dem Festgelände seine artistische Show zeigt.

## Der Verlauf des Festes
Eröffnet wird die Messe traditionell am ersten Samstag durch den Bürgermeister von Minden, am Mittwoch findet der Familientag mit ermäßigten Preisen statt, den Freitag beschließt das traditionelle Höhenfeuerwerk.